# Lettera alla madre
Lettera alla madre è un'opera della scrittrice Edith Bruck, pubblicata nel 1988.

## Contenuti
La prima sezione del libro si compone di una lunga lettera che l'autrice dedica idealmente alla propria madre, assassinata ad Auschwitz nella primavera del 1944. L'occasione offerta da questo dialogo, sospeso fra memoria e rievocazione immaginaria, offre la possibilità di toccare, attraverso una scrittura fortemente introspettiva, un'ampia gamma di tematiche: l'elaborazione del lutto per la perdita dei propri genitori e, a un livello più generale, il trauma storico della Shoah, la contrapposizione fra fede religiosa e laicità, il recupero e la meditazione dell'infanzia dell'autrice, una riflessione sul suo ruolo di testimone e superstite dell'Olocausto.
La seconda sezione dell'opera, intitolata Tracce, descrive invece il tentativo, fallito, di ricostituire un legame con la memoria del proprio padre, morto a Dachau durante gli ultimi giorni di internamento.

## Critica e ricezione
Dopo la scrittura di Chi ti ama così, racconto testimoniale pubblicato nel 1959 in cui Bruck riporta la propria esperienza nel campo di concentramento di Auschwitz, Lettera alla madre segna un importante punto di svolta nel percorso intellettuale e critico dell'autrice. Pubblicato all'indomani della morte di Primo Levi, la cui figura e il cui suicidio vengono evocati più volte nel corso della narrazione, Lettera alla madre costituisce infatti un importante momento autoriflessivo per l'autrice, impegnata a meditare e approfondire il significato della propria testimonianza e del proprio percorso esistenziale. In questa prospettiva il confronto serrato e a tratti conflittuale con la figura fantasmatica e immaginaria della madre, ebrea ungherese ortodossa e profondamente tradizionalista, determina una cornice testuale e psicologica nella quale Bruck è chiamata a soppesare e a giustificare scelte e decisioni maturate nel corso della propria vita, spesso animate da valori profondamente dissonanti da quelli del proprio ambiente familiare intriso di religiosità popolare e segnato da povertà e angustie.

## Riconoscimenti
Il libro ha ottenuto il Premio Rapallo Carige per la donna scrittrice nel 1989.

## Edizioni
- Lettera alla madre, Collana Narratori moderni, Milano, Garzanti, 1988, ISBN 978-88-116-7125-1, pp.192.
- Lettera alla madre, Collana Oceani, Milano, La nave di Teseo, 2022,  p. 128, ISBN 978-88-346-0936-1.